# Château de Saché
Pour les articles homonymes, voir Saché (homonymie).
Le château de Saché est un logis de la Renaissance française mis au goût du XIXe siècle par son propriétaire de l'époque, Jean de Margonne, qui y reçut souvent Honoré de Balzac. Il est situé sur la commune de Saché, à l'ouest de Tours. De 1825 à 1848, Balzac y fait une dizaine de séjours et y trouve le silence et l'austérité qui, loin des turbulences de la vie parisienne et des soucis financiers, lui permettent de travailler de douze à seize heures par jour. Le château abrite un musée consacré à l'écrivain depuis 1951.
Le château prend traditionnellement place parmi les châteaux de la Loire.

## Historique
Le château de Saché est une ancienne châtellenie relevant de l'Ile-Bouchard dont le corps de bâtiment principal date du XVe siècle.
Témoin d'une longue histoire, ce logis Renaissance porte encore quelques traces de son édification médiévale et de remaniements successifs au fil des siècles.
Il a été agrandi d'une aile au XVIIe siècle puis d'une seconde au XVIIIe siècle. L'ensemble du bâtiment fut aménagé au XIXe siècle selon le style de l'époque par son propriétaire, Jean de Margonne qui s'y rendait en villégiature avec son épouse Anne Savary. Jean de Margonne l'hérita de sa grand-mère en 1812. Entre 1825 et 1848, Honoré de Balzac vint régulièrement faire de nombreux séjours au château.
Après avoir appartenu aux familles Estave, Bodin puis Lecoy (à laquelle l'écrivain René Benjamin était lié par son mariage en 1916 avec Élisabeth Lecoy).
En 1921, il est acheté par Maurice Suzor qui le revend à Paul Métadier en 1926. Ce dernier et son fils, Bernard-Paul, y créent un musée consacré à Honoré de Balzac en 1951. La famille Métadier donne le château et ses collections au conseil général d'Indre-et-Loire en 1958.
Le château est inscrit au titre des monuments historiques  par arrêté du 11 mai 1932. À l'intérieur, la chambre de Balzac, le grand salon et la salle à manger avec son décor de papier peint sont classés par arrêté du 27 juin 1983.

## Architecture et jardin
Du château primitif restent une tour cylindrique, vestige de l'ancienne enceinte ; la base d'une autre tour incorporée dans le château actuel. Il subsiste une partie des douves.

Un parc de deux hectares invite à la contemplation des paysages de la vallée de l'Indre, desquels Honoré de Balzac s'est inspiré pour écrire son roman Le Lys dans la vallée. 
« Je demeurai quelques jours dans une chambre dont les fenêtres donnent sur ce vallon tranquille et solitaire dont je vous ai parlé. C'est un vaste pli de terrain bordé par des chênes deux fois centenaires, et où les grandes pluies coule un torrent. »  

Balzac 

## Honoré de Balzac à Saché

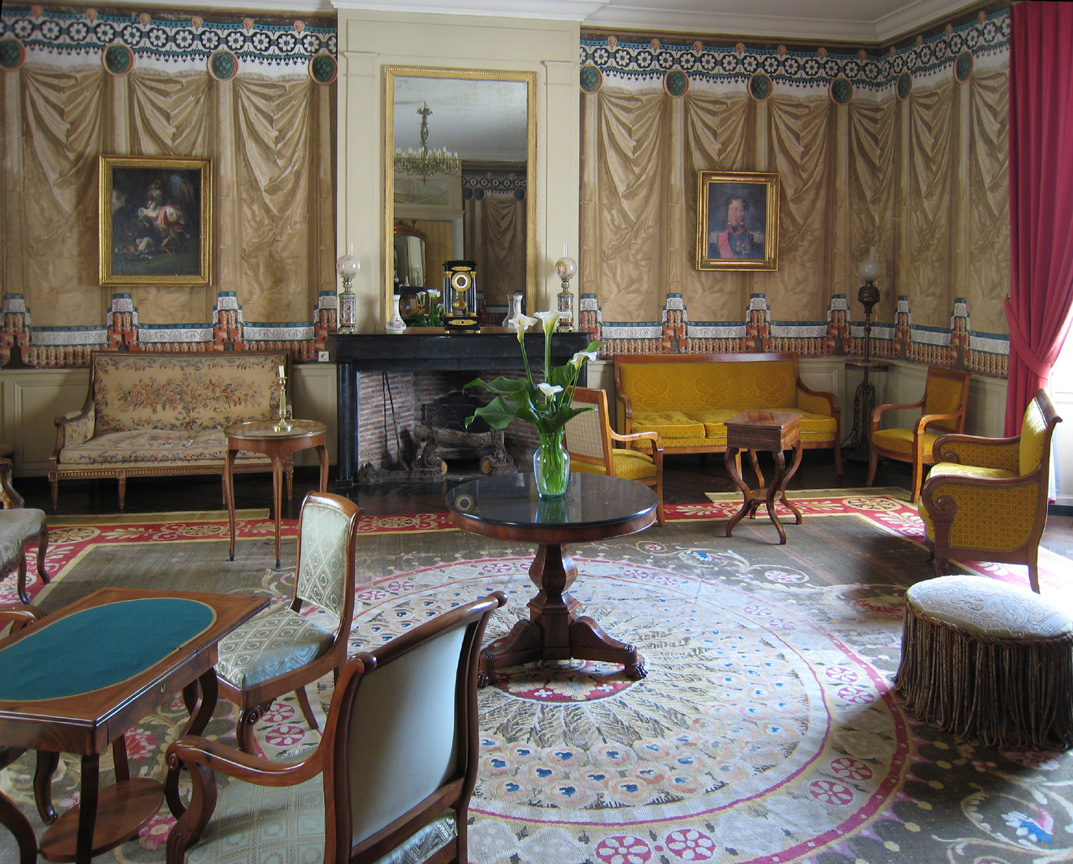
Grand salon.

Né à Tours en 1799, Honoré de Balzac devient parisien dès l'âge de 14 ans. De 1825 à 1848, le romancier fait une dizaine de séjours à Saché. Ce lieu constituait pour lui non seulement un refuge vis-à-vis de ses créanciers mais également un « monastère » dont il appréciait le calme pour écrire et se ressourcer. L’écrivain souffre dès les années 1830 de problèmes pulmonaires et cardiaques. Son médecin, le docteur Nacquart, lui ordonne alors régulièrement d’aller « respirer l’air natal » pour se remettre d’une activité parisienne trop intense. Les séjours de Balzac à Saché sont ainsi parfois ponctués de longues promenades dans les bois centenaires du domaine, de visites chez les châtelains des environs ou encore de parties de whist ou de trictrac avec Jean de Margonne, le propriétaire des lieux.
Honoré de Balzac connut Saché grâce à ses parents qui fréquentaient les Margonne châtelains. Le frère d'Honoré, Henry, passe d'ailleurs pour être le fils adultérin de Jean de Margonne et d'Anne-Charlotte-Laure Sallambier, mère de l'écrivain. Jean de Margonne était le gendre de M. Savary, qui habitait Vouvray, à qui Balzac a dédié La Peau de Chagrin. Honoré séjourna à Saché une dizaine de fois entre 1825 et 1848 ce qui correspondrait environ à un an de présence dans ce lieu si on met bout à bout tous les séjours. Lorsque, pourchassé par ses créanciers ou terrassé par la fatigue, Balzac voulait fuir Paris, il se rendait à  Saché qui fut notamment le lieu d'inspiration principal du roman Le Lys dans la vallée dont Balzac a situé l'intrigue au cœur de la vallée de l'Indre. Le château de Saché est également le lieu d'écriture d'une dizaine d'œuvres de La Comédie humaine, dont Le Père Goriot, Illusions perdues et César Birotteau pour ne citer que les plus célèbres.

## Histoire du musée

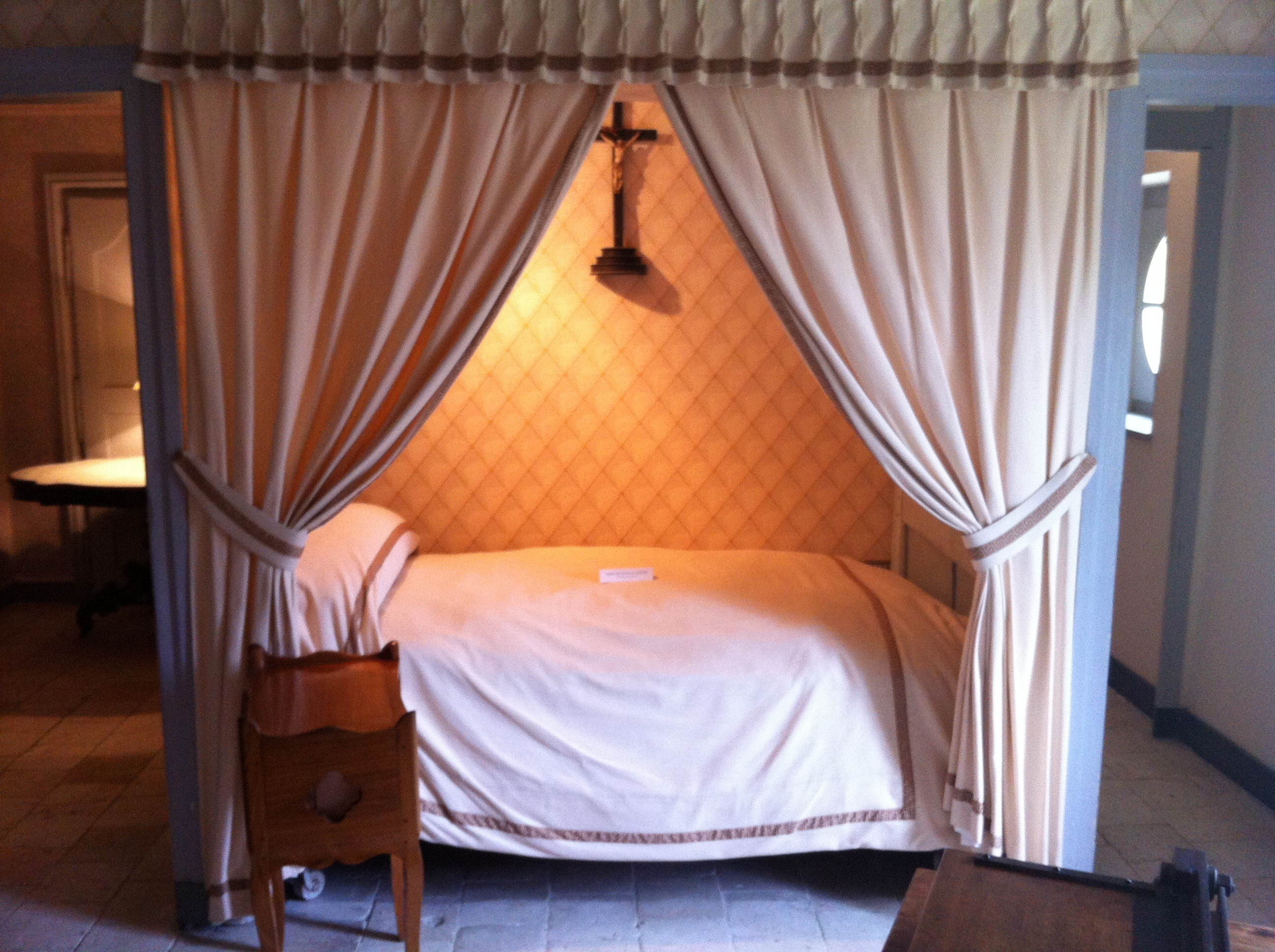
Lit de Balzac.

Dès les années 1930, Paul Métadier envisageait de faire du château de Saché une résidence pour écrivains, mais son fils Bernard-Paul, passionné de Balzac, propose plutôt la création d'un musée dédié à l'écrivain renommé.

En 1943, Paul Métadier précise son projet à un journaliste : 
« Je voudrais redonner à cette vieille demeure tout l’attrait qu’elle mérite en y créant un musée. Sans doute existe-t-il d’autres musées balzaciens ; mais Saché aurait le charme particulier d’un cadre essentiellement romantique, qui est resté tel qu’il était il y a un siècle. Les vieilles pierres de cette maison sont encore si imprégnées par l’esprit du géant des lettres qu’il y a bien peu de chose à faire au point de vue matériel pour redonner à Saché cette atmosphère émouvante que connaissent déjà de nombreux Tourangeaux ».
Bernard-Paul Métadier précise lors d'un entretien : 
« qu'il ne s'agit nullement de créer un musée de plus parmi tant d'autres. D'ailleurs, il existe déjà un musée Balzac à Paris. Notre but n'est pas d'accumuler à Saché, des manuscrits et des bibelots… Il y en aura, certes, et aussi des éditions rares, mais le principal attrait du lieu, ce sera le cadre où Balzac a vécu, où il a écrit, où il a rêvé… »
Le musée a été inauguré le 29 avril 1951 en présence de Georges Duhamel et de Paul Vialar. Au moment de sa création, il ne compte que quelques salles dont les pièces de réception et la chambre de Balzac.
En 1958, la famille Métadier fait don du château et des premières collections du musée Balzac au Conseil départemental d'Indre-et-Loire. Bernard-Paul Métadier, dit Paul Métadier, demeure néanmoins le conservateur du musée jusqu'en 2001.
Des travaux d'envergure sont entamés à partir de 1964 et jusqu'au début des années 1970 pour sécuriser le bâtiment, rendre les lieux accessibles au public et les adapter à la création d'espaces muséographiques.

## Le musée Balzac
Le musée est consacré à l'écrivain avec des pièces reconstituant le décor de ses romans et sa chambre avec dans l'alcôve, un petit lit couvert de cretonne à ramages cramoisis, un petit fauteuil bas et large et, près de la fenêtre, son vaste bureau encombré du massicot pour couper le papier, d'un quinquet à l'huile de baleine.
Parmi les espaces de reconstitution littéraire, on trouve les intérieurs fictifs du château de Clochegourde (salle-à-manger et salon), la chambre du curé de Tours, le boudoir de Foedora (La Peau de chagrin) et le cabinet de l'avoué Derville (Le colonel Chabert).
Le musée abrite environ 2300 pièces : sculptures (dont plusieurs plâtres originaux d'Auguste Rodin), peintures, éditions anciennes, manuscrits (dont trois recueils d'épreuves corrigées du Lys dans la vallée, estampes, dessins, photographies.
En 2011, le château obtient le label Maisons des Illustres. Il est également labellisé Musée de France. En 2015, le Conseil départemental d’Indre-et-Loire, en partenariat avec le mobilier national, renouvelle les collections mobilières liées à l'univers balzacien dans le salon et la salle à manger. Il évoque l’atmosphère du château de Clochegourde imaginé par Balzac dans Le Lys dans la vallée : table de trictrac, métier à tisser de Mme de Morsauf, rideaux de percale blanche bordés d’un simple galon, housses de siège, cabinet Boulle, chaises Louis XIV en bois sculpté, vases en porcelaine blanche à filets d’or et argenterie de famille.

## Accès
- Par la D17, juste à la sortie du village de Saché en Indre-et-Loire.
- À 10 minutes d'Azay-le-Rideau (7 km).
- À 25 minutes au sud-ouest de Tours (27 km).
- Depuis Tours, prendre l'A85, sortie no 9 Chinon puis D751, direction Saché.